# 秀雅杜鹃
秀雅杜鹃（学名：Rhododendron concinnum）为杜鹃花科杜鹃花属下的一个种。

## 扩展阅读
- 維基物種上的相關：秀雅杜鹃